# Jannowitzbrücke (metrostation)
Jannowitzbrücke is een metrostation in de Duitse hoofdstad Berlijn dat in 1930 werd geopend vlak ten noorden van het gelijknamige S-Bahn station.
In 1902 stelde de Neurenbergse Continentale Gesellschaft für elektrische Unternehmungen het Berlijnse stadsbestuur voor een zweefbaan naar het voorbeeld van de Wuppertaler Schwebebahn te bouwen. Het traject dat men op het oog had zou lopen van Gesundbrunnen naar Neukölln (toen nog Rixdorf geheten). De lijn zou nabij de Jannowitzbrücke de Spree kruisen; boven de rivier was een station gepland. De autoriteiten vonden een dergelijke lijn echter ontsierend voor het stadsbeeld en wezen het project af.
Vijf jaar later wendde het elektronicaconcern AEG zich tot de bestuurders met plannen voor een ondergrondse metrolijn op min of meer hetzelfde traject als de zweefbaan. Dit project bleek wel op steun te kunnen rekenen en in 1912 verwierf AEG de concessie voor de bouw en exploitatie van de inmiddels GN-Bahn gedoopte lijn. De Jannowitzbrücke viel buiten de plannen van AEG: de Spree zou verder naar het westen gekruist worden en het dichtstbijzijnde metrostation zou zich bij de Stralauer Straße bevinden.

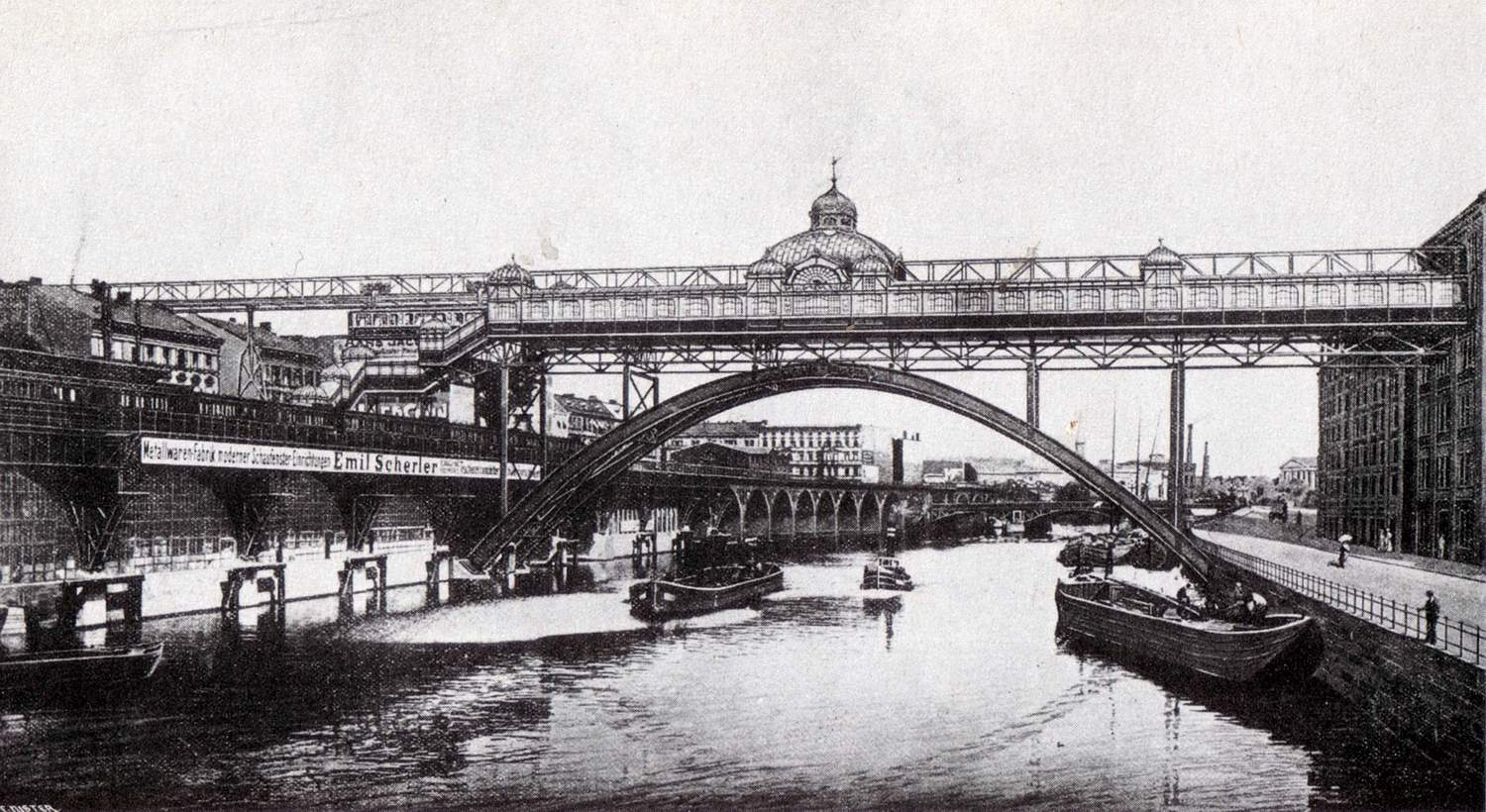
Ontwerp van het nooit gerealiseerde zweefbaanstation boven de Spree

In 1913 begon men met de bouw van de lijn. Al snel brak echter de Eerste Wereldoorlog uit, waarna er een groeiend gebrek aan arbeidskrachten en bouwmaterialen ontstond. In 1917 kwamen de werkzaamheden aan de metrolijn volledig stil te liggen; de tunnel onder de Spree behoorde op dat moment tot de weinige gereedgekomen lijnstukken. De AEG-Schnellbahn-AG, het dochterbedrijf van AEG dat voor de metrobouw verantwoordelijk was, kon niet voldoen aan de in de concessie opgenomen voorwaarde de GN-Bahn in 1918 in gebruik te nemen en werd geliquideerd. Het project verviel vervolgens aan de stad, die de werkzaamheden vanwege haar eigen financiële situatie pas in 1926 weer kon oppakken.
Het stadsbestuur had de plannen ondertussen op een aantal punten aangepast. In het plan van AEG zou de GN-Bahn ten westen van de Alexanderplatz lopen, hetgeen de realisatie van een overstapstation onder het plein (waar reeds een lijn verliep en een andere in aanbouw was) bemoeilijkte. Men besloot het centrale deel van de lijn daarom oostelijker aan te leggen, parallel aan de Stadtbahn. Hiertoe moest een nieuwe tunnel onder de Spree gebouwd worden ter hoogte van de Jannowitzbrücke, die alsnog een metroaansluiting zou krijgen. De tijdens de Eerste Wereldoorlog voltooide en door de tracéverlegging onnodig geworden Spreetunnel richting de Waisenstraße (de Waisentunnel) zou later omgevormd worden tot verbindingstunnel tussen de U8 en de U5.
In de zomer van 1927 was het zover: in het zuiden van de stad kwam het eerste deel van de GN-Bahn, ofwel lijn D, in gebruik. Na een aantal verlengingen, steeds in kleine etappes, werd in april 1928 de Neanderstraße nabij de zuidoever van de Spree bereikt. Het resterende deel van de lijn tot aan Gesundbrunnen, inclusief station Jannowitzbrücke, volgde op 18 april 1930. In verband met de bouw van de tunnel onder de rivier had men de oude Jannowitzbrücke volledig afgebroken en een nieuwe brug gebouwd.
Vanwege de nabije Spreekruising ligt metrostation Jannowitzbrücke dieper dan gemiddeld. Alfred Grenander en Alfred Fehse, de architecten van de GN-Bahn, maakten van deze omstandigheid gebruik door een hoge perronhal te creëren. Aangezien het station in een flauwe bocht ligt, was een gewelfd dak, zoals dat in veel andere stations op de lijn te vinden is, moeilijk te realiseren. De architecten kozen er daarom voor het dak vlak te houden. Ook op andere punten wijkt Jannowitzbrücke af van het standaardontwerp. Zo zijn de stalen pilaren onbekleed gelaten en werden de wanden in een metselverband bekleed met rechthoekige tegels. In de meeste overige stations van de GN-Bahn worden zowel de wanden als de pilaren door vierkante tegels gesierd. Het meest opvallende element van station Jannowitzbrücke is zijn met de stationshal van de S-Bahn in overeenstemming gebrachte en op pilaren en betegeling toegepaste gele kenkleur.
Tijdens de Tweede Wereldoorlog bleef metrostation Jannowitzbrücke ongeschonden. Op 23 april 1945 moest het station desondanks zijn deuren sluiten: vanwege de gebrekkige stroomvoorziening werd het metroverkeer op lijn D stilgelegd. Een week later (de metro reed nog altijd niet) werd de Noord-zuidtunnel van de S-Bahn ter hoogte van het Landwehrkanaal opgeblazen, waardoor deze onder water kwam te staan. Via een voetgangerstunnel in station Friedrichstraße bereikte het water ook het metronetwerk. Bijna een miljoen kubieke meter water verspreidde zich vervolgens door de tunnels, waardoor ook station Jannowitzbrücke overstroomde. Op 16 juli 1945 was de doorgaande dienst op lijn D hersteld en kon metrostation Jannowitzbrücke na een sluiting van vier maanden heropend worden. De noordelijke ingangen van het station werden herbouwd. Het huizenblok aan de Alexanderstraße waarin deze toegangen waren geïntegreerd was namelijk verwoest in de oorlog.
Net als de S-Bahn trok de Berlijnse metro zich aanvankelijk weinig aan van de sectorgrenzen. De bouw van de Berlijnse Muur in 1961 had echter een grote weerslag op het metroverkeer. Lijn D, die alleen in het centrum over Oost-Berlijns grondgebied verliep, bleef een West-Berlijnse lijn, die alle stations in de oostsector ging overslaan. Metrostation Jannowitzbrücke werd hermetisch afgesloten, de verbindingen met het S-Bahnstation werden dichtgemetseld. Lijn D verdween van de Oost-Berlijnse stadsplattegronden, al kon men de treinen soms horen rijden.

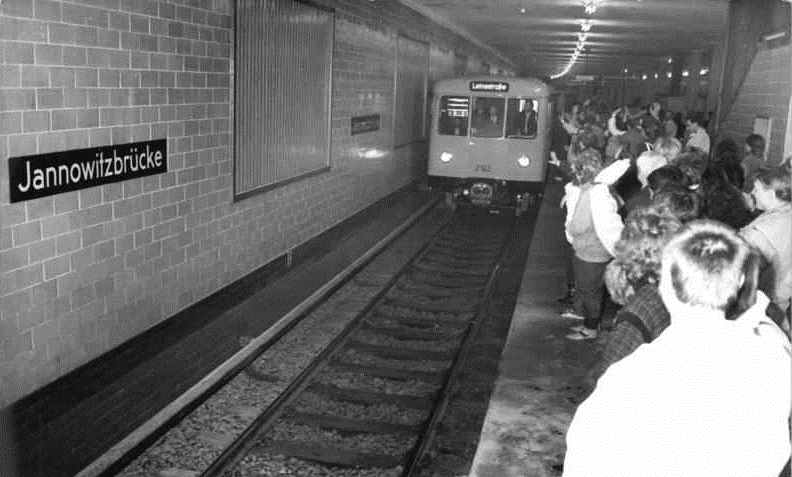
Heropening van het metrostation in 1989

Slechts twee dagen na de val van de Muur op 9 november 1989 was Jannowitzbrücke het eerste spookstation waar de treinen van de U8, zoals lijn D inmiddels heette, weer gingen stoppen. Op de tussenverdiepingen bleven tot 1 juli 1990, de dag waarop de muntunie tussen de DDR en de Bondsrepubliek in werking trad, grenscontroles uitgevoerd worden. Al snel kon het station zich weer tot een druk overstappunt ontwikkelen.
Aan beide uiteinden van het eilandperron bevinden zich uitgangen. De noordelijke uitgang leidt naar beide zijden van de Alexanderstraße, de zuidelijke geeft rechtstreekse toegang tot het station van de S-Bahn. Aan de zuidzijde van het station bevindt zich bovendien een grote tussenverdieping, die echter geen functie meer heeft. Na de heringebruikname van het metrostation in 1989 bleef deze tussenverdieping gesloten, de bovengrondse toegang tot de hal werd later gesloopt.
Begin 2009 startte een grootscheepse renovatie van het station, die tot 2011 zal duren. De aankleding van het station (wanden, vloeren, meubilair) zal hierbij bijna volledig worden vernieuwd; bovendien wordt het station van een lift voorzien. Het perron van de S-Bahn is reeds langer per lift te bereiken.